# Zapotlanejo
Zapotlanejo é um município do estado de Jalisco, no México.
O nome quer dizer na língua zapoteca lugar de zapotes, uma árvore também conhecida por lúcuma. É uma cidade conhecida pela arquitectura e escultura.
Em 2005, o município possuía um total de 55 827 habitantes.